# レスター・タイガース
レスター・タイガース（英: Leicester Tigers）は、イングランドのレスターを本拠地とするラグビーユニオンクラブである。ホームスタジアムはウェルフォード・ロード・スタジアム。ギャラガー・プレミアシップに所属。

## 概要
プレミアシップの初代王者であり、同タイトルの獲得回数は歴代最多。ハイネケンカップは、2000-01シーズンと2001-02シーズンに2連覇を達成している。イングランドのみならず北半球を代表する強豪クラブ。

## 歴史
1880年にクラブ創設。
2006-07シーズン、プレミアシップとEDFエナジーカップの2冠を達成。
2008-09シーズン、ハイネケンカップの決勝に進出し、プレミアシップとの2冠を狙ったが準優勝に終わった。
2021-22シーズン、9季ぶりにプレミアシップ制覇。

## タイトル
- ハイネケンカップ／ヨーロピアンラグビーチャンピオンズカップ
  - 優勝 2回（2000-01, 2001-02）
- プレミアシップ
  - 優勝 11回（1987-88, 1994-95, 1998-99, 1999-2000, 2000-01, 2001-02, 2006-07, 2008-09, 2009-10, 2012-13, 2021-22）
- アングロ・ウェルシュカップ
  - 優勝 8回（1979, 1980, 1981, 1993, 1997, 2007, 2012, 2017）

## スコッド
2024-25シーズンのスコッド（2024年8月現在）
| フッカー - チャーリー・クレア - フリアン・モントージャ - フィン・テオバルド＝トーマス - アーチー・ヴァンス プロップ - ダン・コール - ジェームズ・クローニン - ジョー・ヘイズ - ティム・ホート(Tim Hoyt) - ウィル・ハード - ニッキー・スミス - ジェームズ・ウィットコム ロック - オリー・チェサム - キャメロン・ヘンダーソン - トム・マンズ(Tom Manz) - ジョージ・マーティン - ハリー・ウェルズ | フランカー/No.8 - コーン・ベーツ(Corné Beets) - フィン・カーンディッフ - オリー・クラックネル - カイル・ハッチレール - エメカ・イリオネ - ハンロ・リーベンバーグ - トミー・レフェル - マット・ロジャーソン スクラムハーフ - ジャック・ヴァン・ポートヴリート - トム・ホワイトレイ - ベン・ヤングス フライハーフ - ハンドレ・ポラード - ジェームス・シルコック | センター - ソロモネ・カタ - ダン・ケリー - イザイア・ペレス - ウィル・ウォンド - ジョセフ・ウッドワード(Joseph Woodward) ウイング - ジョシュ・バッセト - オーリー・ハッセル＝コーリンズ - ハリー・シモンズ - アンソニー・ワトソン フルバック - マイク・ブラウン - フレディ・スチュワード |
| | | |
| はキャプテン。 | | |

## 歴代所属選手
- 張志強 - 中国代表
- ベン・ヘリング
- ジェフ・パーリング - イングランド代表
- バンジャマン・ケイゼル - フランス代表
- キーラン・ブルックス - イングランド代表
- ブレンドン・オコナー
- クリスチャン・ロアマヌ - 日本代表
- スティーブ・マフィ - トンガ代表
- オラシオ・アグージャ - アルゼンチン代表
- ジャン・デヴィリアス - 南アフリカ代表
- マティアス・アグエロ - イタリア代表
- ルーカス・ゴンサレス＝アモロシーノ - アルゼンチン代表
- アティエリ・パカラニ - トンガ代表
- マルティン・カストロジョヴァンニ - イタリア代表
- マティアス・アグエロ - イタリア代表
- ティツィアーノ・パスクアーリ - イタリア代表
- グレッグ・ピーターソン - アメリカ代表
- マルコス・アジェルサ - アルゼンチン代表
- ヴェレニキ・ゴネヴァ - フィジー代表
- トーマス・レオナルディ - アルゼンチン代表
- オーウェン・ウィリアムズ - ウェールズ代表
- レオナルド・ギラルディーニ - イタリア代表
- オペティ・フォヌア - トンガ代表
- アレサナ・トゥイランギ - サモア代表
- ローゴービー・マリポラー - サモア代表
- ヴァヴァエ・トゥイランギ - サモア代表
- クリス・バウマン - アメリカ代表
- パブロ・マテラ - アルゼンチン代表
- フェリペ・エスクラ - アルゼンチン代表
- デビッド・デントン - スコットランド代表
- キャンピージ・マアフ - フィジー代表
- タタフ・ポロタナウ - オーストラリア代表
- シオネ・カラマフォニ - トンガ代表
- マヌ・ツイランギ - イングランド代表
- ジョニー・メイ - イングランド代表
- サム・コステロウ - イングランド代表
- ベン・ホワイト - イングランド代表
- テルサ・ベアイヌ - トンガ代表
- シャルヴァ・マムカシヴィリ - ジョージア代表
- トマス・ラバニーニ - アルゼンチン代表
- トム・ヤングス - イングランド代表
- エリス・ゲンジ - イングランド代表
- マルコ・ファンスターデン - 南アフリカ代表
- マティアス・モローニ - アルゼンチン代表
- フアン・パブロ・ソシーノ - アルゼンチン代表
- ネマニ・ナドロ - フィジー代表
- ジョー・タウフェテ - アメリカ代表
- ヤスパー・ヴィーセ - 南アフリカ代表
- ホセア・サウマキ - トンガ代表
- キニ・ムリムリヴァル - フィジー代表
- サム・カーター - オーストラリア代表
- マット・スコット - スコットランド代表
- リチャード・ウィグルスワース - イングランド代表
- フレディー・バーンズ - イングランド代表